# Sacri Monti w Piemoncie i Lombardii
Sacri Monti w Piemoncie i Lombardii – dziewięć zespołów kaplic i innych elementów architektonicznych, powstałych w północnych Włoszech (w Piemoncie i Lombardii) na przełomie XVI i XVII w., poświęconych różnym aspektom wiary chrześcijańskiej. Twórcy uzyskali efekt harmonijnego wtopienia budowli w otaczający krajobraz naturalny, składający się ze wzgórz, lasów i jezior co stanowi o wyjątkowej wartości estetycznej tych obiektów, które obejmują również liczne, wartościowe dzieła sztuki - malowidła ścienne i rzeźby. W 2003 wpisano je na Listę światowego Dziedzictwa UNESCO.
Sacri Monti (z wł. Święte Góry) stanowią rodzaj kalwarii. Budowle wchodzące w ich skład znajdują się najczęściej na zboczach gór i zawierają sceny z życia Chrystusa, Matki Bożej lub świętych, w postaci malarstwa lub rzeźby. Zespoły kaplic symbolizujących stacje Męki Pańskiej, zakładane były na wzgórzach - tak, by jak najbardziej przypominały swym położeniem Via Dolorosa w Jerozolimie. W okresie, gdy dostęp do "Świętego Miasta" był utrudniony, pielgrzymując do wybranego Sacro Monte można było uzyskać taki sam odpust, jak w czasie pielgrzymki do Jerozolimy.
Na całość nazywaną Sacri Monti składa się 9 zespołów architektonicznych:
- Sacro Monte di Varallo (1486), Varallo, Prowincja Vercelli
- Sacro Monte di Crea (1589) Serralunga di Crea, Prowincja Alessandria
- Sacro Monte di Orta (1590), Orta San Giulio, Prowincja Novara
- Sacro Monte di Varese (1598), Varese
- Sacro Monte di Oropa(1617), Oropa, Prowincja Biella
- Sacro Monte di Ossuccio (1635), Ossuccio, Prowincja Como
- Sacro Monte di Ghiffa (1591), Ghiffa, Prowincja Verbano-Cusio-Ossola
- Sacro Monte di Domodossola (1657), Domodossola, Prowincja Verbano-Cusio-Ossola
- Sacro Monte di Belmonte (1712), Valperga, Prowincja Turyn